# Rich Moore

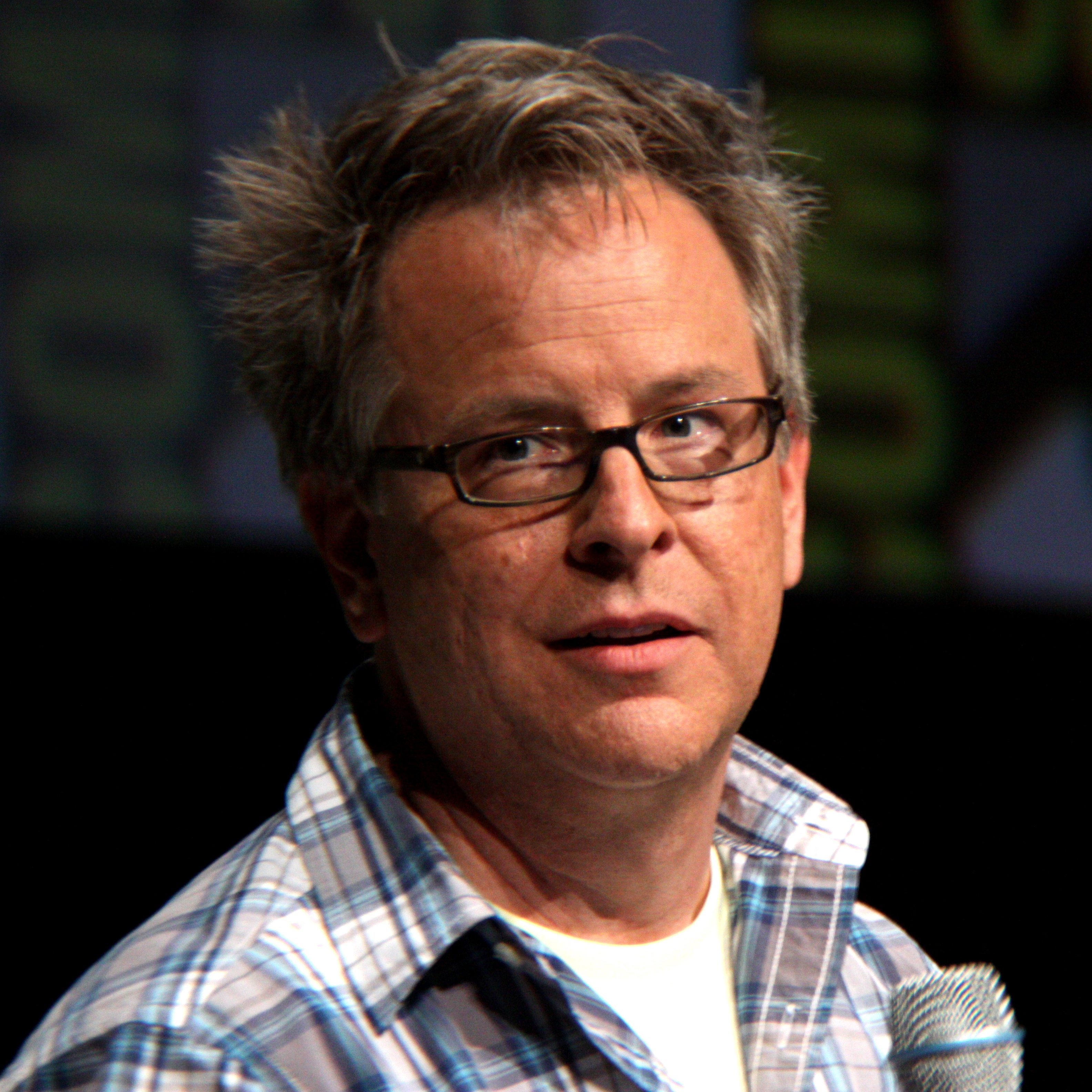
Rich Moore (2012)

Rich Moore (* 10. Mai 1963) ist ein US-amerikanischer Regisseur für Zeichentrick- und Animationsfilm.

## Leben
Moore studierte Animation am California Institute of the Arts. Von 1990 bis 1993 hatte er die Regie bei 17 Folgen von Die Simpsons und von 1999 bis 2003 bei 71 Futurama-Episoden. Bei Drawn Together hatte er die Regie bei zwei Folgen 2005/2006 und 2009 für die US-Animationsserie Sit Down, Shut Up. 2012 übernahm er die Regie des Disney-Animationsfilms Ralph reichts. Dieser wurde für den Oscar 2013 als bester Animationsfilm nominiert. Auch für den 2016 erschienenen Disney-Animationsfilm Zoomania war er als Regisseur tätig. 2018 folgte Chaos im Netz, die Fortsetzung zu Ralph reichts. Er spricht außerdem in seinen Disneyfilmen mehrere Nebenrollen.
Moore war 2021 als Produzent an Vivo – Voller Leben beteiligt.
Bei der Oscarverleihung 2017 wurde er gemeinsam mit Byron Howard und Clark Spencer für die Arbeit an Zoomania mit dem Oscar in der Kategorie Bester animierter Spielfilm ausgezeichnet.

## Filmografie (Auswahl)

### Regisseur
- 1990–1993: Die Simpsons (Fernsehserie, 17 Folgen)
- 1994–1995: The Critic (Fernsehserie, 3 Folgen)
- 1999–2001: Futurama (Fernsehserie, 5 Folgen)
- 2000: Baby Blues (Fernsehserie, 1 Folge)
- 2004: Duck Dodgers in Attack of the Drones (Kurzfilm)
- 2005–2006: Drawn Together (Fernsehserie, 2 Folgen)
- 2012: Ralph reichts (Wreck-It Ralph)
- 2016: Zoomania (Zootopia)
- 2018: Chaos im Netz (Ralph Breaks the Internet)